# Sepharial
Walter Gorn Old (Handsworth, 20 de março de 1864 — Hove, 23 de dezembro de 1929) foi um notável astrólogo do século XIX, mais conhecido como Sepharial.
Um eminente Teosofista inglês, Sepharial foi um notório e respeitável astrólogo no final do século XIX e início do século XX e escreveu numerosos livros, alguns dos quais ainda são muito apreciados no presente. Ele foi editor do "Old Moore's Almanac", que continua sendo publicado no século XXI.

## Resumo
Quando jovem, Sepharial inicialmente estudou medicina e seguiu com estudos em psicologia, linguagens orientais, astrologia e numerologia. Em 1886 começou a escrever uma página de problemas astrológicos no Society Time, onde respondia as questões do público, e em 1887, com apenas 23 anos, foi admitido ao "santuário interno" da Sociedade Teosófica. Ele foi, na verdade, um dos membros fundadores do movimento Teosófico na Inglaterra. Madame Blavatsky (com quem ele viveu até a morte dela) o chamava de "O Mendigo Astral" por causa de suas explorações noturnas no plano astral.

## Legado de Influências
Tornou-se um autor muito influente nos campos do oculto, da astrologia e numerologia e suas escrituras tiveram um impacto considerável em E. H. Bailey e Alan Leo, a quem introduziu à Teosofia. Ele pode ser creditado como primeiro astrólogo a usar a "lua negra" (Lilith) da Terra em seus cálculos.
Genuinamente erudito, Sepharial tinha, por exemplo, um conhecimento maior de matemática, astronomia e metodologia histórica que a maioria dos seus contemporâneos astrológicos e isso era visto em suas escritas.
"Degrees of the Zodiac Symbolised" (co-escrito com Charubel) anunciou o trabalho subsequente (e mais bem conhecido atualmente) do Marc Edmund Jones em Símbolos Sabian. Entretanto, muitos de seus livros e outros trabalhos foram aglutinados de uma maneira bastante descuidada, o que fez de sua reputação menos duradoura do que poderia ter sido.
Um personagem pitoresco, Sepharial iniciou um número de revistas astrológicas, das quais todas falharam em estabilizarem-se.

## Livros
Sepharial escreveu vários livros, sendo a maioria do livros raros e fora de catálogo. Aqui estão alguns:
Em português:
- Sepharial: "Manual de Astrologia".
- Sepharial: "Arcanos - Manual de Ocultismo".

Em inglês:
- Sepharial: "New Dictionary of Astrology", republished by Arco, New York in 1964.
- Sepharial: "Astrology Explained", republished by http://www.astrologyinaction.com in 2012.
- Sepharial: "The Book Of The Simple Way" Pub 1904. (Translation of Lao Tzu's Chinese classic, the "Tao Te Ching").
- Sepharial: "The Kabala of Numbers" Pub 1913. Modern edition: ISBN 1-59605-404-2. (on numerology).
- Sepharial: "The Silver Key".
- Sepharial: "Cosmic Symbolism".
- Sepharial: "Science of Foreknowledge".
- Sepharial e Charubel: "Degrees of the Zodiac Symbolised" (sobre aastrologia).
- Sepharial:   "Astrology: How To Make Your Own Horoscope", R. F. Fenno & Company, New York (N.D.) 126 pages w/ illustrations
- Sepharial:   "The Arcana Or Stock And Share Key", kessinger publishing 48 ISBN 0-7661-9326-8 (On Financial Astrology)
- Sepharial:   "The Law of Values: An Exposition of the Primary Causes of Stock and Share Fluctuations",cosimo classics 56 Pages ISBN 1-60206-108-4 (On Financial Astrology)